# Raúl Varela
Raúl Varela fue un futbolista mexicano que jugó de mediocampista, y formó parte del
Campeonísimo León.
Su historia como jugador es corta, pero brillante ( como su calva ).  Llegó junto a Alfonso Montemayor al Club León, cuando fueron descubiertos por directivos verdiblancos en el Campeonato Nacional Amateur realizado en Irapuato, Guanajuato.

## Palmarés
| Título                     | Club      | País   | Año     |
| -------------------------- | --------- | ------ | ------- |
| Primera División de México | Club León | México | 1947-48 |
| Campeón de Campeones       | Club León | México | 1948    |
| Primera División de México | Club León | México | 1948-49 |
| Copa México                | Club León | México | 1949    |
| Campeón de Campeones       | Club León | México | 1949    |
| Campeonísimo               | Club León | México | 1949    |
| Primera División de México | Club León | México | 1951–52 |